# قنطريون أقسوني الأوراق
قنطريون أقسوني الأوراق واسمه العلمي (باللاتينية: Centaurea onopordifolia) نوع نباتي ينتمي إلى جنس القنطريون من الفصيلة النجمية.

## الموئل والانتشار
موطنه المشرق العربي.